# Jepresh

Khepresh, la corona azul de Egipto.

La khepresh o jepresh (ḫprš) es un antiguo ornamento real egipcio. También se le denomina corona azul o corona de guerra. Los faraones del Imperio Nuevo fueron a menudo representados con esta corona en la batalla, pero también era usada con frecuencia en ceremonias. Muchos estudiosos solían denominarla corona de guerra, sin embargo los historiadores modernos se abstienen de usar ese nombre.
No ha sido posible hallar un ejemplo original de una khepresh. Basados en las antiguas representaciones artísticas, algunos egiptologos han especulado que la khepresh estaba fabricada de cuero o tela endurecida recubierta de una decoración menuda de cientos de cuentas, discos, o anillos. Dado que la deshret (corona roja) y la hedjet (corona blanca) aparentemente eran tejidas utilizando alguna variedad de fibra vegetal, los círculos o anillos que decoran las representaciones artísticas antiguas de las khepresh es posible que en realidad indiquen un tejido regular de huecos hexagonales en un tejido triaxial abierto. Al igual que en muchas otras coronas reales, un ureo (cobra solar) se adosaba en el frente de la khepresh.

## Historia
| S7 |

| S7 |

La Corona Azul, o Corona de Guerra, estaba representada en jeroglíficos.
La mención más antigua conocida del khepresh se encuentra en la estela Cairo JE 59635 [CG 20799] que data del reinado del faraón Neferhotep III, durante el Segundo Período Intermedio. En este y otros ejemplos de la misma época, la palabra se escribe con un determinante que representa la corona del capuchón o pañuelo khat, un tipo de corona más baja y menos elaborada. Las imágenes del khepresh del reinado de Amosis I, primer rey del Imperio Nuevo y fundador de la Dinastía XVIII, muestran un tocado que es más alto que la corona del pañuelo khat y más anguloso que las formas posteriores de khepresh. Esta corona continuó evolucionando durante la dinastía XVIII, alcanzando su forma clásica más conocida en los reinados de Hatshepsut y Tutmosis III.
Desde el reinado de Amenofis III, y particularmente durante las dinastías XVIII y XIX, fue ampliamente utilizada e incluso adoptada por algunos faraones como corona principal. La corona dejó de ser representada durante la Dinastía nubia (747 a 656 a. C.).
Durante el Imperio Nuevo, los faraones se mostraron con esta corona en circunstancias militares. Sin embargo, algunos eruditos piensan que la corona también pretendía evocar el poder divino del faraón y, por lo tanto, se usaba para situar religiosamente a los reyes como manifestaciones de los dioses en la tierra.

## Galería

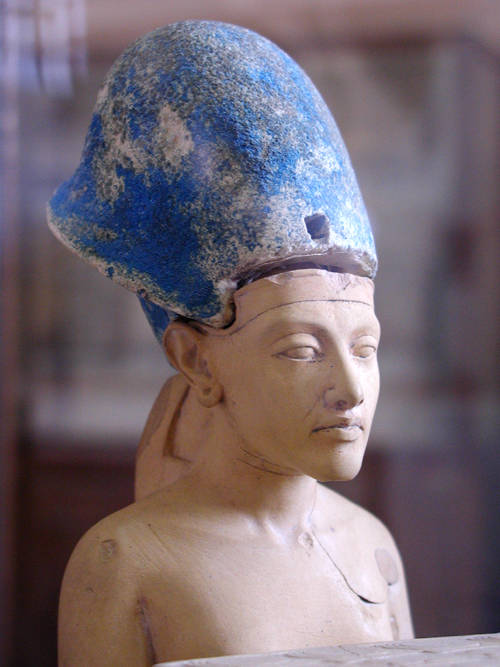
Faraón Akenaton
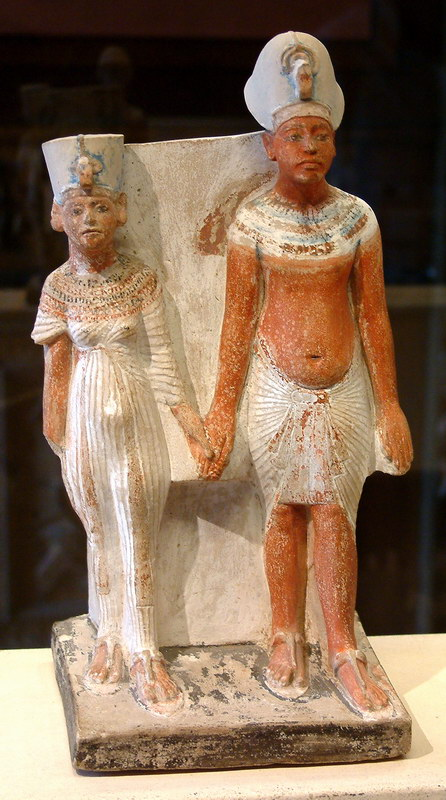
Estatuilla de Akenatón y Nefertiti
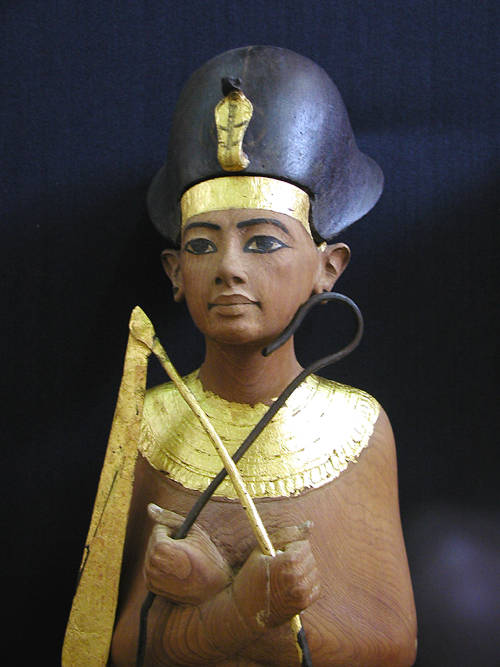
Ushabti de Tutankamón
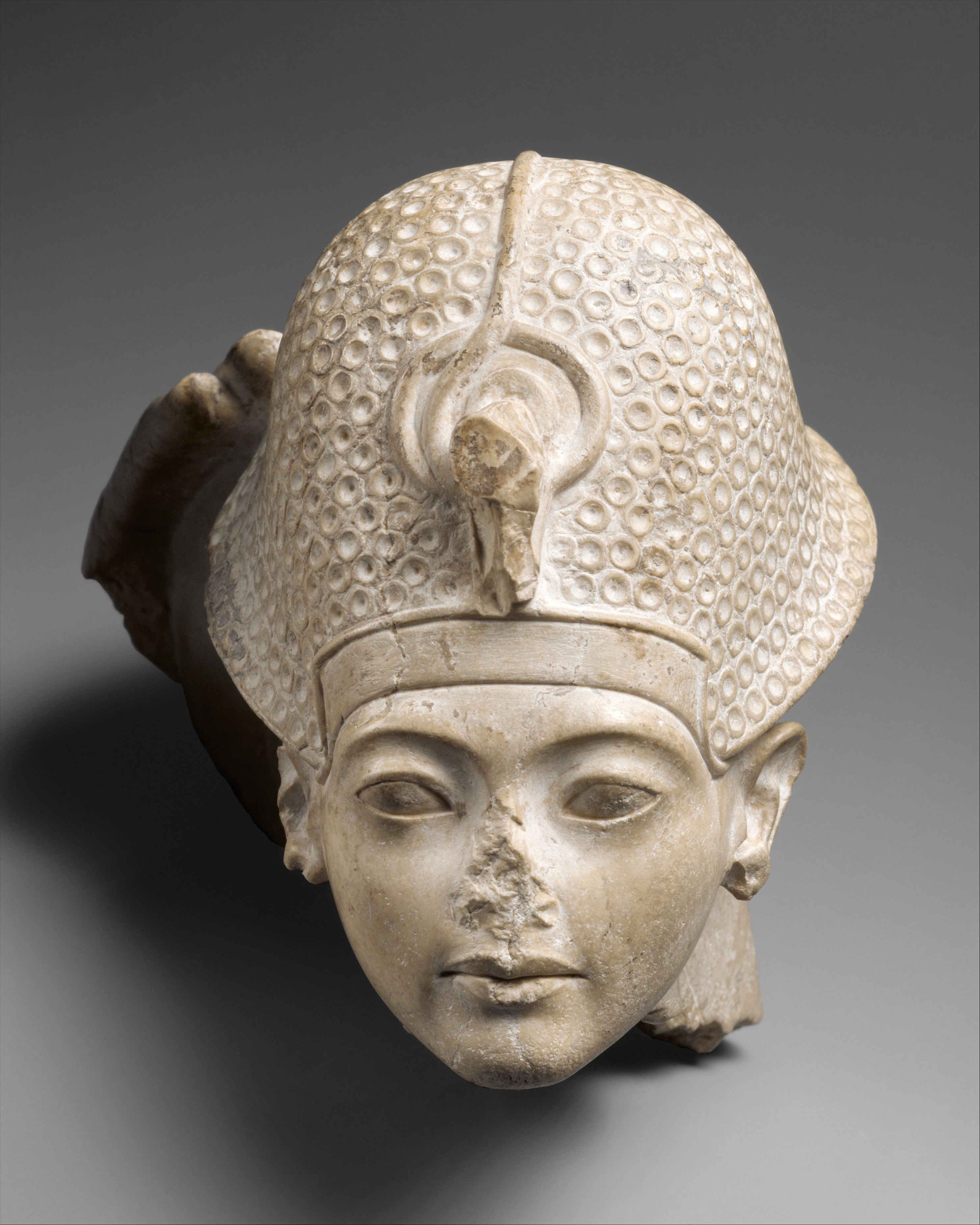
Cabeza de Tutankamón
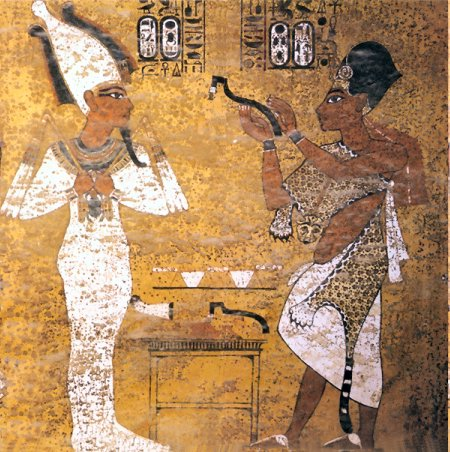
La porta Ay a la derecha, durante la ceremonia de apertura de de la boca sobre la momia de Tutankamón.
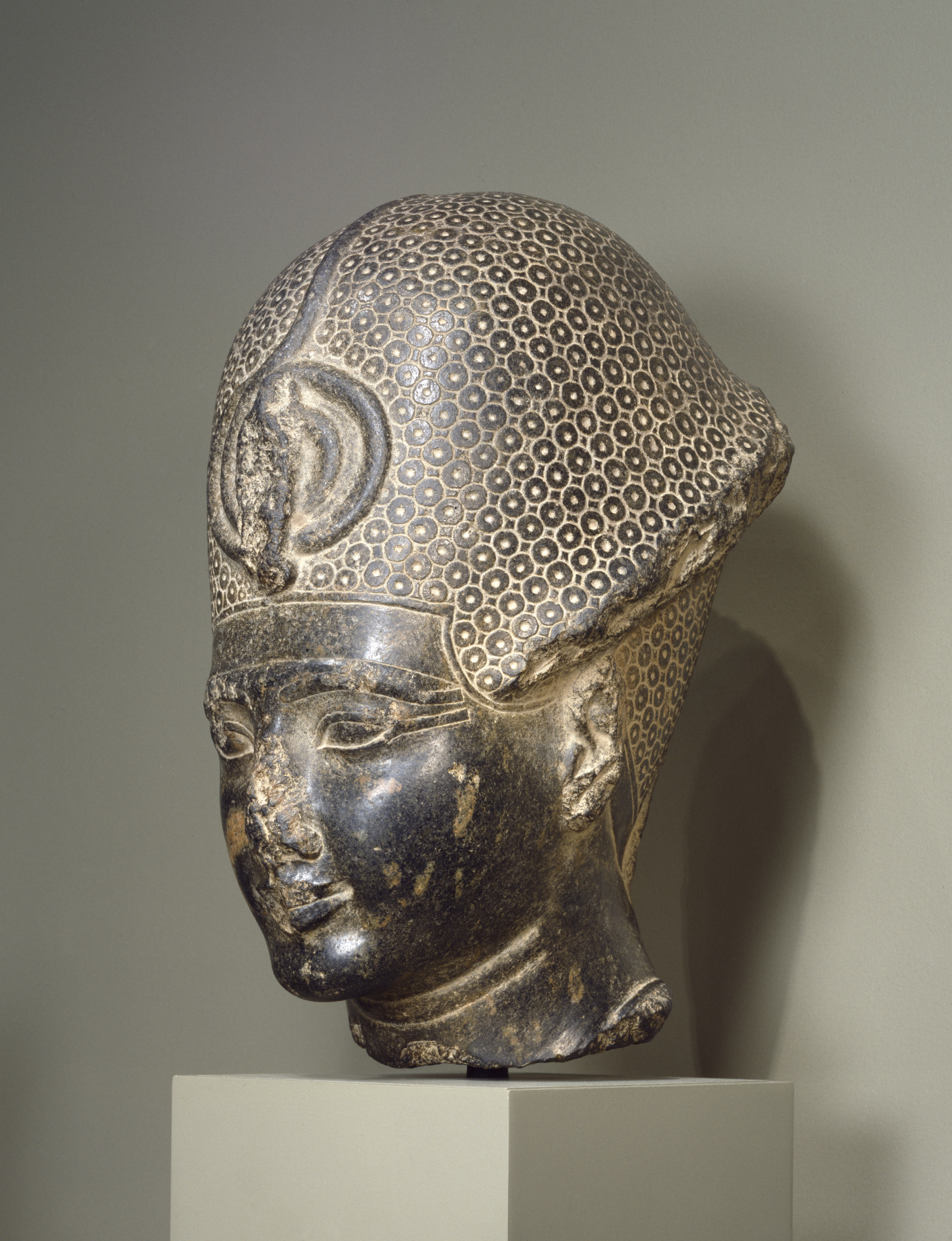
Esta estatua representa a Amenofis III (retallada después para representar a Ramsés II) portando la corona khepresh. Walters Art Museum, Baltimore.
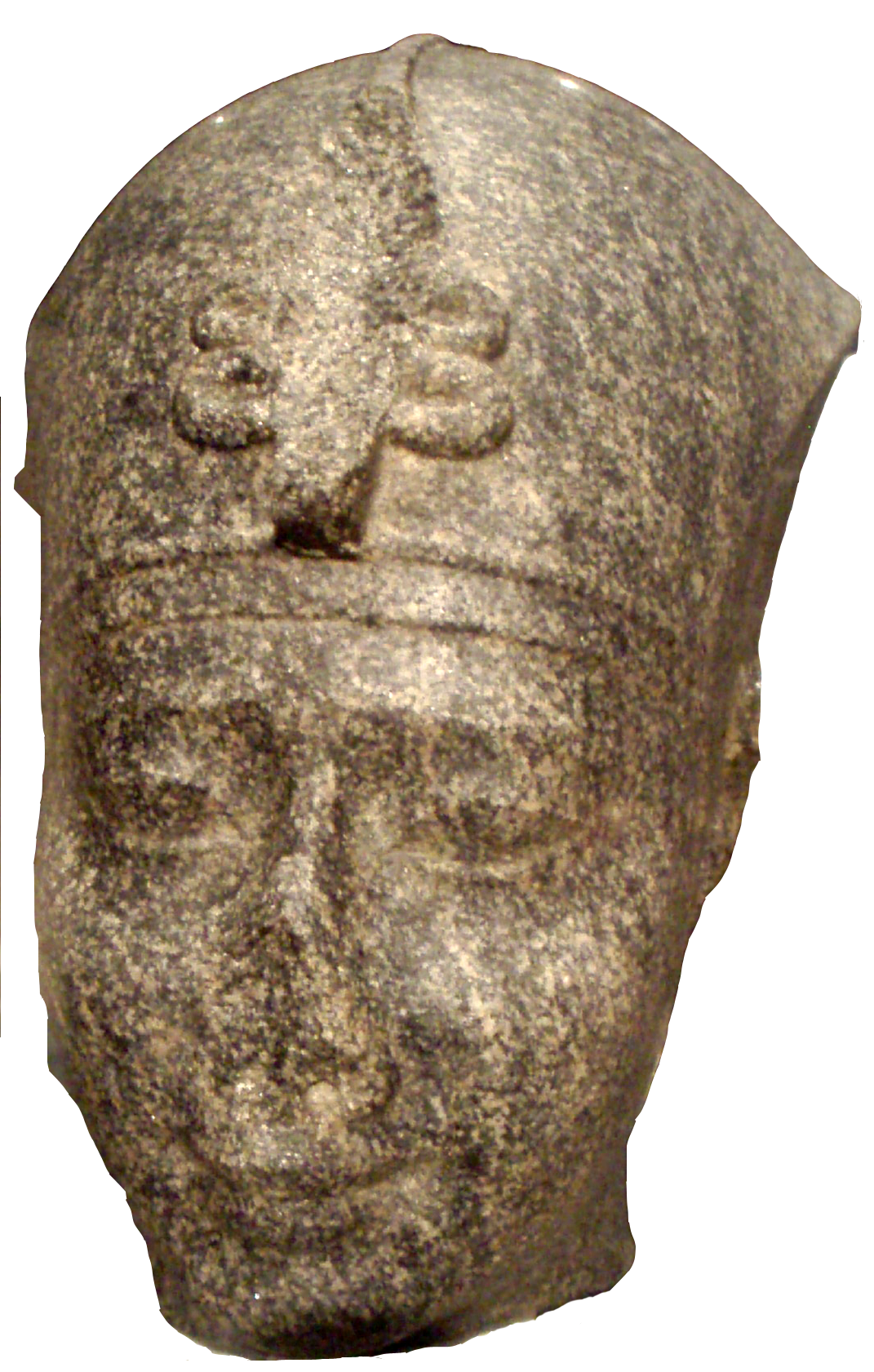
Nectanebo II
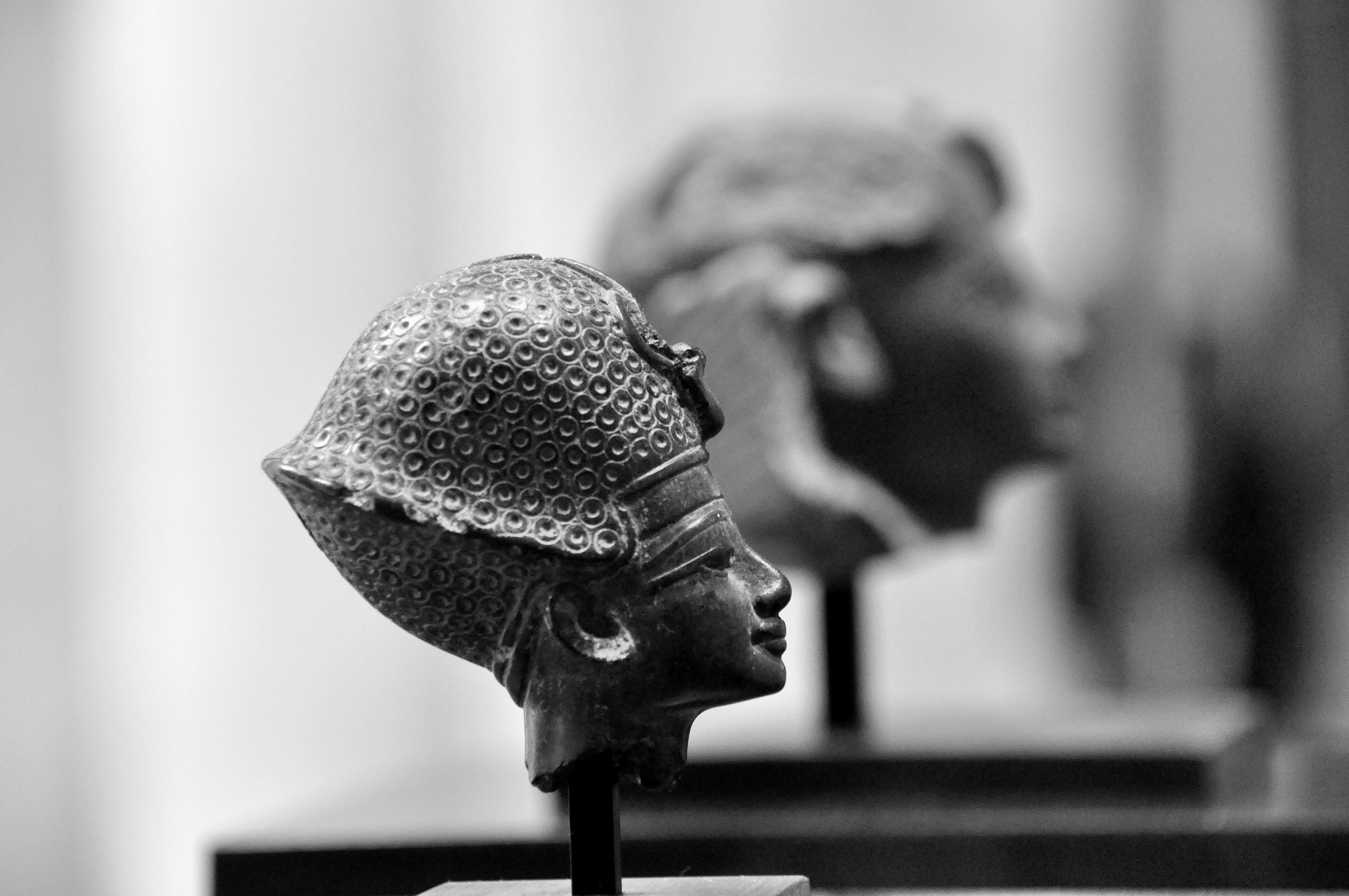
Tutmosis IV con la corona de guerra azul egipcia